# Oldsmobile F-85
Der Oldsmobile F-85 war ein PKW der oberen Mittelklasse, der von 1961 bis 1972 von Oldsmobile, einer Marke von General Motors, gebaut wurde. Er war stets das Einstiegsmodell von Oldsmobile. 1964 legte er deutlich an Größe zu und bildete die Basis für die späteren Modelle Cutlass und 4‑4‑2.

## Von Jahr zu Jahr

### 1961–1963
Im Modelljahr 1961 bot Oldsmobile einen „Kompaktwagen“ an, der nach Preis und Größe deutlich unter dem bisherigen Einstiegsmodell Dynamic 88 rangierte. Der Wagen war ähnlich den zeitgenössischen größeren Modellen geschnitten und hatte Doppelscheinwerfer in einem breiten, flachen Kühlergrill. Die Wagen waren in Standard- und Deluxe-Version als 2‑türiges Coupé, 4‑türige Limousine und 5‑türiger Kombi mit fünf oder sieben Sitzplätzen erhältlich. Das Deluxe-Sportcoupé trug den Beinamen Cutlass.
Im Folgejahr gab es stilistisch keine Änderungen. Ein 2‑türiges Cabriolet kam hinzu. Die Kombis waren in der Standard-Version mit sechs oder neun Sitzplätzen, als Deluxe nur mit fünf Sitzplätzen verfügbar.
1963 stand ein Facelift an, das den Wagen einen geänderten Kühlergrill und eine weitgehend neue Karosserie verschaffte. An Karosserievarianten und Technik änderte sich wenig. Der 9‑sitzige Kombi entfiel und das Cabriolet war nur noch als Deluxe verfügbar.

#### Motorisierung
Alle Modelle waren mit dem aus dem Buick Special bekannten V8‑Motor aus Aluminium mit 3523 cm³ Hubraum ausgestattet, der 155 bhp (116 kW) bei 3800 min−1 und ab 1962 als Cutlass optional 185 bhp (138 kW) abgab.
Im Jetfire arbeitete eine intern Rocket genannte Version dieses Motors mit einem Abgasturbolader von Garrett. Dieser leistete 215 SAE-PS. Damit wurde er nicht nur zum ersten Motor aus den USA, der 1 hp pro 1 in3 Hubraum leistete, sondern zum weltweit ersten Ottomotor mit Turbolader in einem Großserien-Pkw; 3.765 Stück wurden produziert. Um Klingelgeräusche und gefährliche Selbstentzündungen durch extreme Abgastemperaturen zu verhindern, wurde hinter dem Vergaser ein Methanol-Wasser-Gemisch eingespritzt.
Nachdem die Produktion dieses auf dem US-Markt als zu klein angesehenen V8-Motors bei General Motors 1963 eingestellt war, produzierte ihn der Automobilhersteller Rover in Großbritannien leicht verändert weiter. Ab 1967 trieb er den P5B später den P6B, SD1 und diverse Landrover, Morgan und TVR an. Seine größte Ausbaustufe war der 4554 cm³ große Motor des Range Rover P38 4.6 HSE.

### 1964–1972
1964 erschien der F‑85 komplett überarbeitet. Sein Radstand hatte um 76,2 mm (3″) auf 2921 mm zugelegt und er war damit auch für US‑amerikanische Verhältnisse kein Kompaktwagen mehr, sondern gehörte eindeutig zur Mittelklasse. Der Jetfire mit seinem Turbomotor war verschwunden und es gab drei Unterserien: Vom Standard und den Deluxe waren jeweils ein 2‑türiges Coupé, eine 4‑türige Limousine und ein 5‑türiger Kombi mit sechs Sitzplätzen verfügbar. Vom Cutlass gab es ein Coupé, ein Hardtop-Coupé (namens Holiday) und ein Cabriolet, jeweils mit zwei Türen. Für alle Versionen gab es zwei Motoren zur Auswahl: ein V6‑Motor mit 3687 cm³ Hubraum, der 155 bhp (116 kW) bei 4400 min−1 abgab und einen V8‑Motor mit 5408 cm³ Hubraum und 210 bhp (157 kW) bei 4400 min−1 (den gleichen wie beim Modell Jetstar 88). Neu war auch ein 4‑4‑2‑Paket, das für 136 US‑Dollar extra einen 4-Barrel-Vergaser (Doppel-Registervergaser), vier Gänge und zwei Auspuffrohre bot (so die Erklärung für 4‑4‑2).
Eine neuerliche, leichte Überarbeitung des Stylings verschaffte allen Oldsmobile 1965 einen Kühlergrill in „Knochenform“. Der V8‑Motor hatte auf 250 bhp (186 kW) bei 4800 min−1 zugelegt. Neu war auch der Hochleistungs-V8‑Motor für den 4‑4‑2 mit 6555 cm³ Hubraum und 345 bhp (257 kW). Die erste „4“ bedeutete also nun „400 in3“ (= 6,6 Liter Hubraum). Das Coupé gab es nicht mehr in der Deluxe-Serie.
1966 gab es zusätzlich zu den bisherigen Modellen eine 4‑türige Hardtop-Limousine als Deluxe oder Cutlass. Der V6‑Motor wurde durch eine Reihensechszylinder von Chevrolet – der erste bei Oldsmobile seit 1950 – ersetzt. Der neue Motor schöpfte gewohnte 155 bhp (116 kW) bei 4200 min−1 aus 4097 cm³ Hubraum. Eine leichte Überarbeitung der Karosserien ließ einen modischen „Hüftschwung“ über den hinteren Radausschnitten auftauchen.
1967 war die Namen „Cutlass“ und „4‑4‑2“ verschwunden. Der Cutlass bildete in diesem Jahr eine separate Modellreihe, der 4‑4‑2 tauchte erst 1968 als eigene Modellreihe wieder auf. Ebenso verschwunden waren das Cabriolet und die beiden Hardtop-Modelle. Es gab nur noch den Basis‑F‑85 als Coupé, Limousine oder Kombi mit R6- oder V8‑Motor.
1968 wurde auch der Kombi aufgegeben; die neue Cutlass-Baureihe war attraktiver und nahm dem F‑85 immer mehr Käufer weg. Wurden 1961 noch 75.821 F‑85 verkauft, so waren es 1967 noch 24.007 und 1968 gar nur noch 15.309. Der Radstand der verbleibenden Modelle wuchs um 25,4 mm (1″) auf 2946 mm. Der V8‑Motor wurde auf 5735 cm³ aufgebohrt und leistete wie sein Vorgänger 250 bhp (186 kW), allerdings schon bei 4400 min−1.
1969 führte man die Demontage des F‑85 weiter fort. Auch die Limousine wurde aufgegeben, sodass nur noch das Coupé übrig blieb, von dem sich noch 8440 Stück absetzen ließen. Der Radstand war, wie bei ersten F‑85, wieder auf 2845 mm geschrumpft und die Fahrzeugfront zeigte, wie bei Cutlass, einen breiten, lackierten Streifen als Nase in der Fahrzeugmitte. Im Folgejahr gab es keine Änderungen, der Absatz stieg wieder auf 11.110 Wagen.
1971 gab man beim F‑85 das Coupé auf und stellte dafür eine 4‑türige Limousine als einziges Modell her. Der Radstand wuchs wieder auf die alten 2946 mm. Der Reihensechszylinder lieferte nur noch 145 bhp (108 kW), der V8 begnügte sich mit 240 bhp (179 kW). Von diesem Modell ließen sich nur noch 4419 Stück verkaufen.
Im letzten Produktionsjahr 1972 verschwand auch der Sechszylindermotor. Die Leistung des 5,7‑Liter‑V8 sank auf 160 bhp (119 kW), die schon bei 4000 min−1 anlagen. Dafür konnte man auf Wunsch auch den großen Rocket‑V8 aus dem Spitzenmodell 98 mit 7456 cm³ Hubraum und 225 bhp (168 kW) bei 4000 min−1 einbauen lassen. Es entschieden sich in diesem Jahr noch 3792 Käufer für einen F‑85.
Im Folgejahr übernahm der Oldsmobile Omega die Rolle des Einstiegsmodells.